# Hiposulfit
Hiposulfit, SO₂2−, s'ha considerat tradicionalment un oxoanió de sofre. Tanmateix les sals químiques que contenen SO₂2− i el corresponent àcid, àcid hiposulfurós (H₂SO₂) no es creu que existeixin. La paraula hiposulfit també és sinònim de l'ió tiosulfat, S₂O₃2−. De forma oposada a l'hidrosulfit el qual és sinònim de l'ió ditionit, S₂O₄2−.

## Oxoanions de sofre relacionats
- SO₅2− ió persulfat
- SO₄2− ió sulfat
- SO₃2− ió sulfit